# Busto Garolfo
Busto Garolfo (Büst Picul in dialetto locale) è un comune italiano di 14 072 abitanti della città metropolitana di Milano in Lombardia.

## Geografia fisica
Pur trovandosi in una zona altamente urbanizzata, il paese mantiene intatte tracce importanti della sua storia agricola e naturale. Attraversato dal Canale Villoresi che ne ha profondamente mutato la geografia naturale, Busto Garolfo è caratterizzato infatti dalla presenza di una forte componente boschiva e campestre.
Le aree boschive a sud e a est del territorio comunale, sono parte del Parco del Roccolo. Istituito nel 1991 tra i Comuni di Parabiago, Busto Garolfo, Casorezzo, Arluno, Canegrate e Nerviano (dal 1997), riconosciuto tale nel 1994 dalla Regione Lombardia, si estende per 15950000 m², ed è atto alla difesa di fauna, flora e attività agricole locali. Viene caratterizzato dalla presenza di specie arboree autoctone (quercia, ciliegio, pino silvestre) ed altre specie introdotte dall'uomo (robinia, quercia rossa, ciliegio tardivo).

## Origini del nome
Nel dialetto locale, appartenente al lombardo occidentale, è chiamata Büst Picul (Busto Piccola), per distinguerla da Büsti Grandi (letteralmente Busto Grande, che indica la città di Busto Arsizio) e da Büst Cava (Buscate/Büscáa).

## Storia
La più antica notizia storica circa Busto Garolfo risale a un documento del giugno 992 con il quale Domenico, l'arciprete di Dairago, donò ai canonici di Sant'Ambrogio a Milano un lotto di vigna ubicato in vico ed fundo qui dicitur Bustus Garulfi. Alla fine del XIII secolo a Busto Garolfo sorgevano, oltre all'antica chiesa di S. Salvatore, tre altari in onore di san Bartolomeo, sant'Innocenzo e santa Margherita che la nobile famiglia Della Croce, proprietaria dal 1317 di terreni nel circondario del paese, aveva fatto erigere. Nel 1464 Stefano Della Croce nel suo testamento ordinava ai suoi eredi di erigere una cappella in onore della Vergine nella chiesa di S. Salvatore. I frati Umiliati, che già dal 1298 possedevano una casa nel territorio di Busto Arsizio, fecero costruire l'abbazia di S. Maria Elisabetta, che diventò poi la chiesa parrocchiale.
Durante il Basso Medioevo, Busto Garolfo divenne feudo prima della famiglia Maggi, degli Arconati e poi dei Losetti. Infine nel 1664 Giambattista Losetti vendette il paese per 4.760 lire milanesi a Giuseppe Arconati, al quale il Re di Spagna conferì il titolo di Marchese di Busto Garolfo. Dopo più di un secolo di dominazione austriaca, il paese partecipò attivamente agli avvenimenti che portarono all'unità d'Italia, e durante le guerre d'indipendenza fu teatro di grandi spostamenti di truppe italiane ed austriache, soprattutto in occasione della battaglia di Magenta. Il decreto regio del 1º gennaio 1870 aggregava a Busto Garolfo le frazioni di Villa Cortese (che si distaccherà poi dal Comune nel secondo dopoguerra) e di Olcella. Busto Garolfo ha partecipato attivamente anche alla prima ed alla seconda guerra mondiale pagando un pesante contributo in vite umane.

### Simboli
Lo stemma è stato riconosciuto con decreto del capo del governo del 6 febbraio 1943.
Deriva dallo stemma dell'antica famiglia lombarda dei da Busti, di probabile origine bustese, presente nello Stemmario Trivulziano.
Il gonfalone, concesso con DPR del 25 giugno 1992, è un drappo troncato di bianco e di rosso.

## Monumenti e luoghi d'interesse

### Architetture religiose

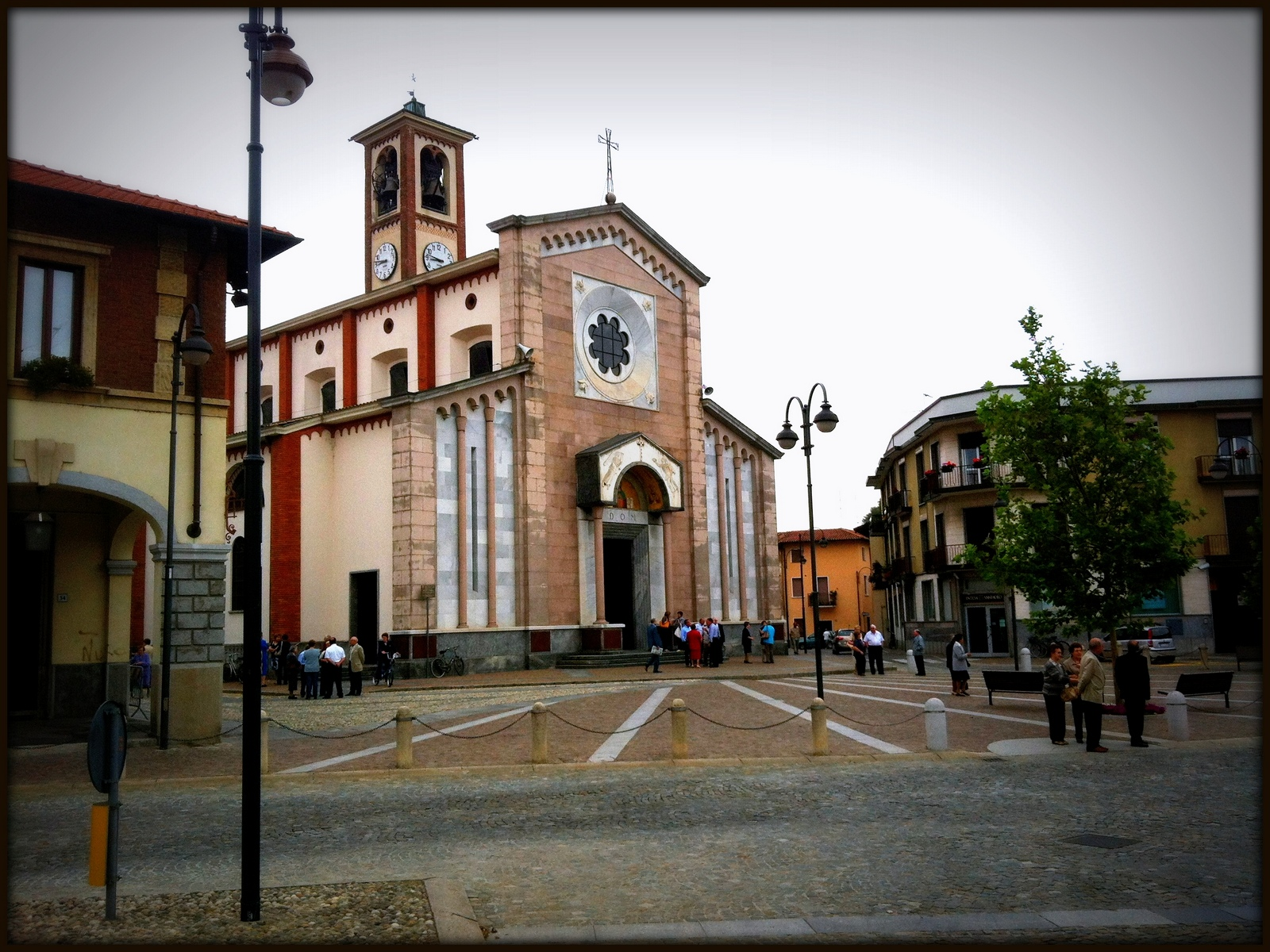
Chiesa dei Santi Salvatore e Margherita

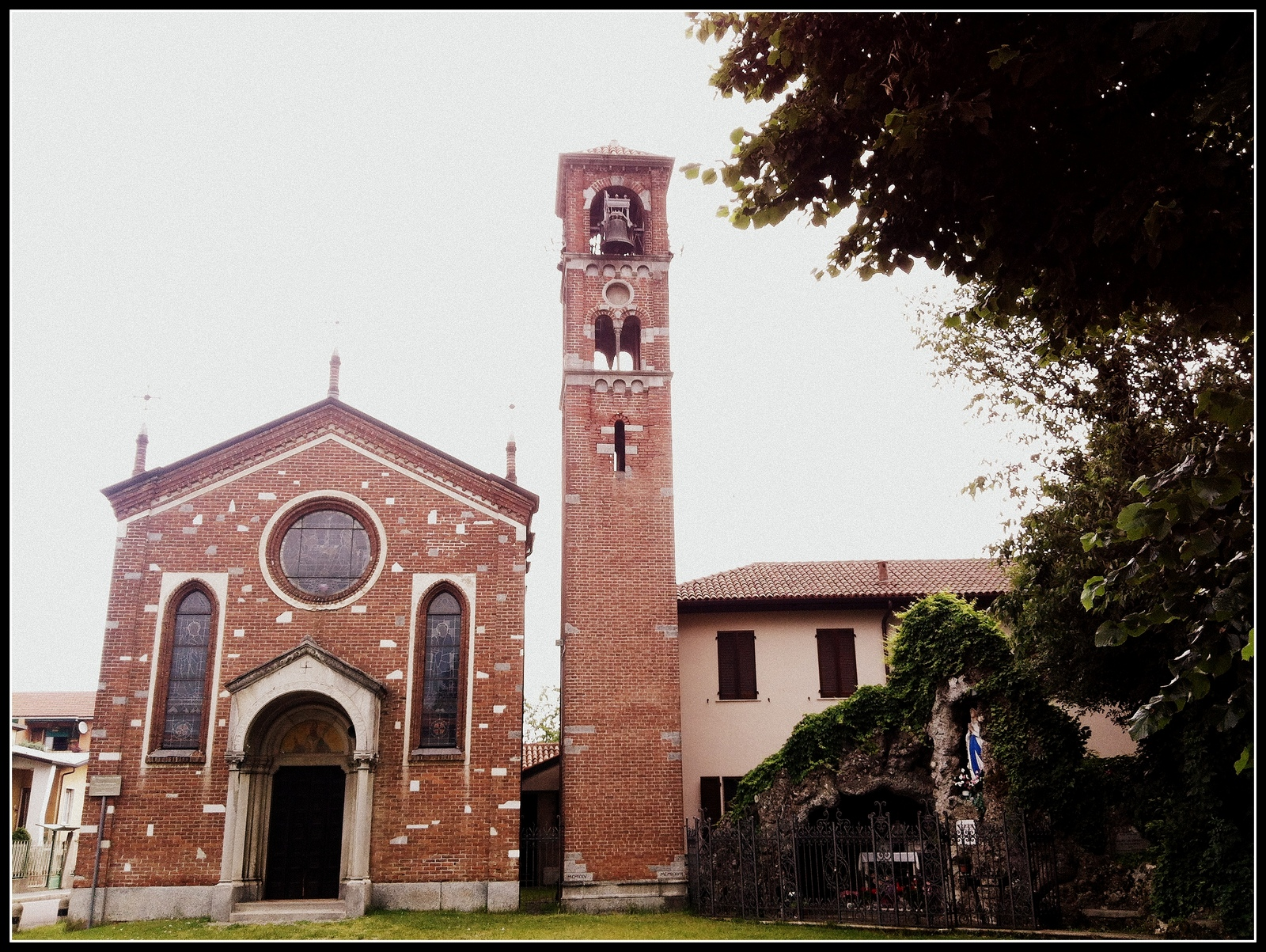
Chiesa di San Remigio

#### Chiesa dei Santi Salvatore e Margherita
La chiesa parrocchiale avente il titolo di prepositurale, dedicata ai Santi Salvatore e Margherita, venne costruita nel Cinquecento sui resti di una chiesa medioevale risalente al XIII secolo. La facciata originaria venne progettata nel primo Seicento da Francesco Maria Richini. La struttura cinquecentesca subì interventi nel corso del Seicento e del Settecento, mentre nell'Ottocento pesanti interventi di risanamento igienico porteranno alla distruzione di alcuni affreschi dei Fiammenghini. Infine, negli anni tra le due Guerre mondiali, la struttura subirà importanti ampliamenti nella parte presbiterale e alla facciata.
All'interno della struttura sono conservate alcune tele attribuite a Giovanni Battista Crespi detto il Cerano (teleri nell'abside e pala di sant'Isidoro) ed un coro ligneo la cui parte centrale venne realizzata da Carlo Garavaglia nel 1642. Altra pala d'altare raffigurante san Barnaba che protegge dal fulmine è opera tardo ottocentesca di Carlo Naymiller. La facciata, di gusto moderno, risale invece al 1961 ed è stata oggetto di aspre critiche. Negli ultimi anni la chiesa è stata ristrutturata all'interno, riportando gli affreschi ai loro colori naturali.
Nell'estate del 2008 è stato installato un sistema di teleriscaldamento sul pavimento delle chiesa, per distribuire uniformemente il calore.
Il campanile possiede un concerto di 9 campane in Sib2.

#### Chiesa di San Remigio
Esisteva, nel secolo XIII anche un ospedale detto dei poveri di S. Remigio, affidato a dei frati; verso la metà del XV secolo esso decadde, tanto che su richiesta dei nobili e degli abitanti di Busto Garolfo, papa Callisto III lo soppresse. Di questo antico complesso rimane la bella Chiesa di S. Remigio, restaurata negli anni Venti e successivamente negli anni Settanta del secolo scorso, e tuttora aperta al culto. Il campanile possiede 6 campane a corda in La3 (Mi4 è originale del 1572) l’ordine dei frati si chiamava degli umiliati sulla facciata della chiesa si può notare una svastica che era il loro simbolo il terreno circostante era adibito a lazzaretto.

#### Chiesa della Madonna della Neve
Localmente conosciuta come Madonnina, è un edificio religioso aperto al culto cristiano cattolico, di origine seicentesca. L'edificio originario era posto lungo l'attuale via Vincenzo Monti, con la facciata rivolta verso il centro abitato. Demolito nel 1934 per ampliare la strada, venne ricostruito nello stesso anno col contributo degli Alpini, qualche decina di metri oltre l'originaria collocazione, con un orientamento ruotato e con fattezze simili alla precedente struttura. La Chiesa è stata poi oggetto di una nuova ristrutturazione terminata nel 2013, sempre finanziata dal Gruppo Alpini locale.
Al suo interno due lapidi sepolcrali della marchesa Maria Ponga Arconati (una proveniente dall'originario edificio, l'altra collocata a ricordo della riesumazione e ricollocazione dei resti mortali). Di particolare pregio l'originario affresco dell'altare maggiore rappresentante una Madonna con ai piedi Gesù Bambino tra i santi Rocco e Giuliana che, secondo una lunga tradizione, è attribuito a Bernardino Luini o alla sua scuola. All'esterno altre due lapidi sepolcrali provenienti dall'originario edificio demolito e l'adiacente Monumento agli Alpini.

### Architetture civili

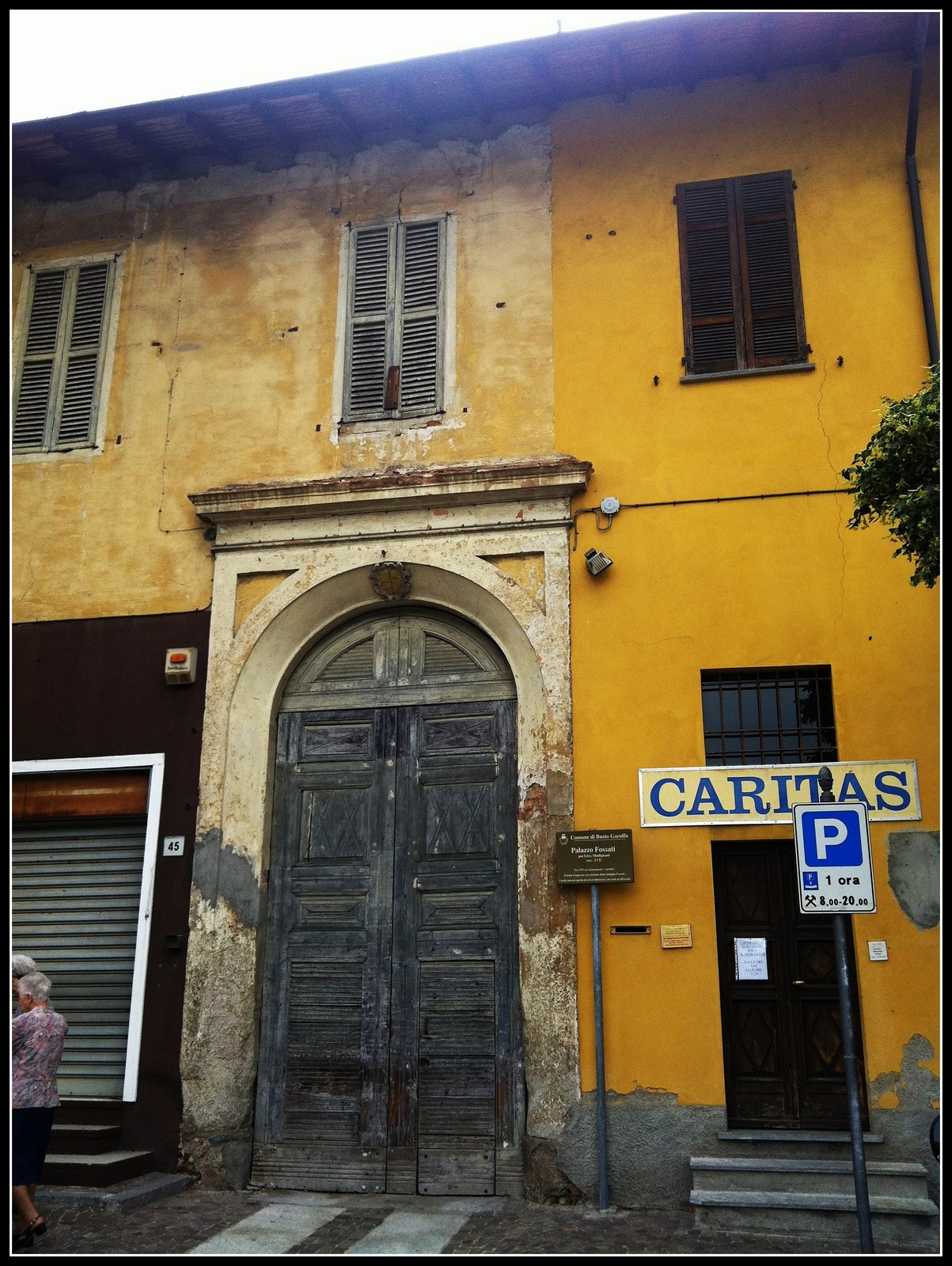
Palazzo Fossati

#### Casa da Massaro (detta del Gileca)
Poderoso edificio rurale quattrocentesco (in stato di abbandono) costruito con ciottoli disposti a lisca di pesce e modanature in cotto.

#### Villa Comunale (già Brentano, poi Litta Modignani, poi Sala, poi Rondanini)
La Villa oggi sede di alcuni Uffici comunali si identifica in un complesso di edifici settecenteschi con un parco oggi aperto al pubblico. La villa appartenne dapprima ai Brentano, per poi passare ai Litta Modignani e poi ai Rondanini. L'accesso principale è posto lungo la via Magenta, dove un portone, introdotto da una breve rientranza rispetto al rettifilo della via pubblica, è affiancato da rustici (oggi in parte crollati e non salvaguardati). Dal portone si accede al cortile sul cui fondo è la facciata della villa. Annessi alla villa sono alcuni rustici, tra cui la cosiddetta Filanda, oggi adibita a sede di pubblici Uffici. Durante l'ultima parte della Seconda Guerra Mondiale, quando i proprietari erano i Sala, risiedette in incognito il generale Lombar del CLN.

#### Villa Villoresi (già Rescalli, poi Beretta)
Situata in centro al paese, presso Piazza Lombardia, la villa ha origini seicentesche e presenta uno schema ad "U", introdotto un tempo da un suggestivo viale alberato oggi quasi scomparso.
Il complesso della villa è costituito dal corpo di fabbrica destinato all'abitazione nobile (che si articola con uno schema ad "U" attorno al cortile principale), da corpi di fabbrica rustici addossati alle ali della villa (originariamente ospitanti le abitazioni di servizio ed i luoghi di lavoro, tra cui il locale con un grande torchio ligneo del Settecento), il cannocchiale prospettico d'ingresso (che collega la piazza col portale monumentale che introduce al cortile principale) e l'ampio parco all'inglese con adiacente serra. Secondo recenti studi l'impianto dell'edificio, probabilmente voluto dalla famiglia Rescalli (conti di San Vittore) è da attribuire all'architetto Valmagini, che ripropone soluzioni tipiche della villa piacentina.

## Chiese scomparse

### Chiesa di San Carlo
Edificio di culto cristiano cattolico di origine seicentesca, dedicato a san Carlo Borromeo, e demolito negli anni '50 del Novecento. Sorgeva a fianco della Prepositurale del Salvatore e santa Margherita d'Antiochia di Pisidia, sopra una cripta con funzioni sepolcrali a cui si accedeva dall'attigua Prepositurale.

### Chiesa prepositurale di Santa Maria Elisabetta
Chiesa di culto cristiano cattolico originariamente annessa all'omonimo monastero dell'Ordine degli Umiliati. Alla soppressione dell'Ordine sopravvisse come luogo di culto per alcuni decenni, per poi essere trasformata in abitazione.

### Chiesa di San Carlo al Lazzaretto
Piccola cappella di culto cristiano cattolico, dedicata a san Carlo Borromeo, sorta sul luogo adibito a Lazzaretto. La sua definitiva scomparsa è da collegare alla costruzione del Cimitero avvenuta tra la fine Settecento e i primi anni dell'Ottocento, avvenuta sulla stessa area.

## Società

### Evoluzione demografica
Abitanti censiti

### Etnie e minoranze straniere[11]
Secondo i dati ISTAT al 31 dicembre 2019 la popolazione straniera residente era di 1 045 persone e rappresentano il 7,5% della popolazione. Le nazionalità maggiormente rappresentate in base alla loro percentuale sul totale della popolazione residente erano:
- Albania 182 (17,42%)
- Marocco 139 (13,30%)
- Romania 96 (9,19%)

In percentuale minore, erano presenti cittadini stranieri provenienti da: Pakistan (7,6%), Ucraina (6,7%), Repubblica Popolare Cinese (5,8%), Tunisia (4,8%), Bulgaria (3,6%).

## Cultura
La città di Busto Garolfo viene citata nel film Tre uomini e una gamba del 1997 e nello spettacolo teatrale Tel chi el telùn del 1999 del trio Aldo, Giovanni e Giacomo. In quest'ultimo i tre comici, in una parodia di Scuola di polizia, interpretano i Busto Garolfo Cops.
Busto Garolfo è altresì la città natale dello scrittore Valter Binaghi, che ha ambientato gran parte dei propri romanzi proprio nella zona dell'Altomilanese.
Tra le associazioni più attive a Busto Garolfo, vi è il Corpo Musicale S.Cecilia, che vanta numerose attività, tra concerti e manifestazioni, durante l'anno.

### Istruzione
A Busto Garolfo le scuole vanno dalla Scuola materna alla Scuola media, non sono presenti istituti di istruzione superiore.
Di scuole elementari in Busto Garolfo ne sono presenti due, la "Giulio Tarra" e la "Don Mario Mentasti", invece come istruzione per l'istruzione media vi è la "Antonietta. e Giovanni Caccia"; queste scuole sono frequentate mediamente da 2000 giovani al giorno. A Olcella vi sono invece la scuola elementare statale " Ferrazzi-Cova" e una scuola materna statale.

### Eventi
- Primo fine settimana di marzo e lunedì successivo: Fiera primaverile - festa storica nata come fiera del bestiame, è oggi caratterizzata da un generico mercato.
- Ultimi dieci giorni di agosto: Festa popolare a Olcella, con fuochi d'artificio (solitamente vengono fatti il primo lunedì di Settembre), giunta alla trentaseiesima edizione nel 2016.
- Ultimo fine settimana di settembre: Festa dell'uva a cura della Pro Loco.
- Prima domenica di ottobre: Festa patronale della Madonna del Rosario.
- Secondo lunedì dopo l'11 novembre (San Martino): Festa autunnale.
- Prima domenica dell'Avvento Ambrosiano: Festa patronale di Santa Geltrude a Olcella - antica quanto la festa primaverile.

## Geografia antropica
Il Comune di Busto Garolfo ha una sola frazione, Olcella situata tra Arconate e Dairago, ma in passato comprendeva anche la rivale Villa Cortese; probabilmente a causa del distaccamento di quest'ultima, i bustesi coniarono il modo di dire "Villa Cortes, brutt paes, mila abitant, tucc ignorant" ("Villa Cortese, brutto paese, mille abitanti, tutti ignoranti"), che i villacortesini in risposta modificarono in "Villa Cortes, bell paes, mila abitant, tucc insegnant" ("Villa Cortese, bel paese, mille abitanti, tutti insegnanti").
Nel 1461, Aloisio Della Croce, cittadino milanese e proprietario di numerose terre nel settore nord del territorio di Busto Garolfo, ottenne dal comune del borgo l'approvazione di costruire in quell'area una "nuova cassina et alie domus et habitationes in quibus possint locari et conduci habitatores [...] causa laborandi terras incultas, brugarias et buscos". Nacque così cassina Giella, l'odierna Olcella, una cascina composta da diverse "habitationes".

## Economia
Ubicato nella pianura padana a ovest di Milano, nei pressi del Ticino, il territorio di Busto Garolfo era un tempo coltivato a viti; attualmente invece le colture più diffuse sono i cereali. Notevole è lo sviluppo delle attività artigianali e anche l'industria ha conosciuto una notevole espansione nel dopoguerra, con la Rimoldi che produceva macchine da cucire e le imprese tessili Caccia e Pessina & Sala (risalente ai primi del Novecento). Nella aree di queste ultime due aziende oggi sorgono villette a schiera e diversi appartamenti, pur rimanendo tracce del passato manifatturiero, testimoniate da un'antica ciminiera.
Ad oggi il paese può contare su una moltitudine di attività che spaziano dalle ferramenta alle agenzie turistiche, dalle cartolerie alle fattorie.

## Infrastrutture e trasporti
Attualmente il comune di Busto Garolfo è collegato con i comuni del magentino, castanese e legnanese e con il capoluogo milanese tramite numerose autolinee di trasporto su gomma assegnate in appalto a MOVIBUS le quali erano precedentemente gestite da ATINOM.

## Amministrazione
| Periodo        | Periodo        | Primo cittadino       | Partito                                 | Carica  | Note |
| -------------- | -------------- | --------------------- | --------------------------------------- | ------- | ---- |
| 6 giugno 1993  | 23 aprile 1995 | Giuseppe Gatti        | Lega Nord                               | sindaco |      |
| 23 aprile 1995 | 13 giugno 1999 | Ernesto Carlo Rimoldi | lista civica                            | sindaco |      |
| 13 giugno 1999 | 13 giugno 2004 | Ernesto Carlo Rimoldi | lista civica di centro-sinistra         | sindaco |      |
| 13 giugno 2004 | 7 giugno 2009  | Giovanni Alli         | lista civica di centro-sinistra         | sindaco |      |
| 7 giugno 2009  | 26 maggio 2014 | Angelo Pirazzini      | lista civica Nuovi orizzonti di libertà | sindaco |      |
| 26 maggio 2014 | 27 maggio 2019 | Susanna Biondi        | lista civica Busto Garolfo paese amico  | sindaco |      |
| 27 maggio 2019 | in carica      | Susanna Biondi        | lista civica Busto Garolfo paese amico  | sindaco |      |

### Gemellaggi
Busto Garolfo è gemellata con Senise, in provincia di Potenza. Motivo di questa amicizia, è la forte presenza in Busto Garolfo di "oriundi" del paese lucano, giunti qui durante gli anni del boom economico, con le migrazioni dal Mezzogiorno.

## Sport
La principale società calcistica di Busto Garolfo è la Bustese Calcio, fondata nel 1946. Nella sua storia vanta quale maggior successo alcune partecipazioni al campionato di Serie D, e una vittoria del campionato di Eccellenza da imbattuta. Il colore sociale è il granata e il campo interno è lo stadio Roberto Battaglia, struttura multifunzionale (dotata anche di velodromo) che sorge nella zona polisportiva comunale, accanto a piscina, campi da tennis, palestre e un campo di atletica leggera.
Tra le altre realtà sportive, degne di nota sono la Società Ciclistica Busto Garolfo, che ogni anno organizza la competizione locale delle Tre Sere su pista nel velodromo comunale, e la ASD Tennis Busto Garolfo.
A livello individuale, invece, Busto Garolfo è legata allo schermidore Roberto Battaglia, medaglia olimpica alle Olimpiadi di Helsinki e al quale è dedicato appunto il centro sportivo comunale.